# Савчук Петро Миколайович (письменник)
Петро́ Микола́йович Савчу́к (нар. 24 липня 1935, с. Іванівка нині Новоушицького району Хмельницької області - ) — український письменник, поет, 
гуморист.      

### Життєпис
Народився 24 липня 1935 року на Поділлі в селі Іванівка Новоушицького району Хмельницької області в родині колгоспника.
Жив лише з матір’ю та сестрою. Батька в 1942 році вивезли на примусові роботи до Німеччини (лише в 90-і роки письменник дізнався, що батько помер у неволі). 
Освіту здобув у Іванівській початковій школі. Потім у вечірній там же 7 класів. В 1974 році склав екстерном весь курс навчання за 10 класів при Дунаєвецькій середній школі №2.
Працював причіплювачем, трактористом в колгоспі, слюсарем–сантехніком та водієм. В 1960 році вперше друкуються його надбання в Новоушицькій районній газеті  "Радянське Слово"  та в «Наддністрянській правді». Друкувався в районних, обласних та республіканських виданнях. 
З 1980 року Петро Миколайович мешкає у Хмельницькому, де знову шоферує. Працював до пенсії сантехніком.
В 1993 році став одним із співзасновників Хмельницької міської літературної спілки «Поділля». В 1995—1998 роках працював редактором газети «Літературна громада». Він пише в ліричному та гумористичному стилі.  Але найкраще йому вдаються пародії. Сучасники тепло відгукуються про талановитого поета з народу. Ось як говорить про нього Анатолій Ненцінський, український поет та журналіст : 
|  | Мене час, і ми знову звернемося до творчості П.Савчука, незважаючи на дати, ювілеї, лаври. Адже Петро Миколайович – соловей з народу. |

#### Збірки
- «Над Дністром» (1990),
- «Полум'я роси» (1991),
- «Золотавий дивосвіт» (1993),
- «Рядки з дороги» (1998),
- «На поклик пам'яті» (2002),
- «Крило життя» (2005),
- «Ой життя, ой буття Або, як вдалося другу подолати біль і тугу» (2006),
- «Із Наддністрянських берегів» (2009),
- «А толку немає» (2020),
- «Незабутнє» (2020).

#### Гумористичні книжки
- «Водій у тигровій шкурі» (1995),
- «Печатка на тілі» (1997),
- «Як таємне стало явним» (1999),
- «Обмануте щастя» (2000),
- «Невдала зустріч» (2001),
- «Причина в солярці» (2003),
- «Дружні пародії на ліричні мелодії» (2004),
- «Вірність часу» (2006),
- «Кожен по своєму» (2007),
- «Викрутаси на Парнасі» (2008),
- «Секрет заможності» (2008),
- «Любов на відстані» (2010),
- «Коли верхом стає низ» (2011),
- «Дивний розрахунок» (2012),
- «Кожен хоче жити» (2012),
- «За кухлем рогання» (2013),
- «Річ незрозуміла» (2014),
- «Як вибрати чоловіка» (2015),
- «Що скаже Європа...» (2017),
- «Реформи без форми» (2018),
- «Сердитися не варто» (2020).

### Жанрово-тематичне спрямування
Пише автобіографічну лірику, порушує актуальні проблеми сьогодення та вічні питання. У ліричних творах автор з згадує події та враження під час Другої світової війни, своє важке післявоєнне дитинство. Створює пародії, основою для написання яких стали комічні ситуації в ліриці інших сучасних українських поетів. Петро́ Микола́йович автор численних гумористичних творів, присвят. 

### Громадська діяльність
Петро Савчук з 1998 року є членом Національної спілки письменників України. Він бере участь у багатьох урочистих заходах, що відбуваються у Хмельницькому, зокрема щороку є учасником літературного фестивалю «Слово єднає», заходів бібліотеки-філії № 9 і № 15 Хмельницької міської ЦБС, сприяє популяризації поетичного слова. Заслужений працівник культури України.

### Нагороди
- Лауреат обласної премії ім. М. Годованця та ім. Я. Гальчевського «За подвижництво у державотворенні».
- Лауреат літературної премії «В ім'я добра» ім. С. Олійника.
- Лауреат міської премії ім. Б. Хмельницького у галузі літературної діяльності, популяризації української мови.

З нагоди 80-го ювілею Хмельницька обласна універсальна наукова бібліотека провела відеоконференцію за участю представників бібліотек області. Був присутнім і син Петра Савчука. Сам письменник презентував свою нову книгу "Сердитися не варто", видану до ювілею. Також, у Хмельницькій міській бібліотеці №9 відбувся культурно-мистецький захід  з нагоди презентації 28-ї книги Петра Савчука.
Заслужений працівник культури України.